# Makov (Slovacchia)
Makov (in ungherese Trencsénmakó) è un comune della Slovacchia facente parte del distretto di Čadca, nella regione di Žilina.
Il villaggio fu citato per la prima volta in un documento storico nel 1720. Ha dato i natali al presbitero Ján Gotčár, uno dei fondatori della Matica slovenská.